# آنا لی
آنا لی (به انگلیسی: Anna Li) ژیمناست زادهٔ ۴ سپتامبر ۱۹۸۸ میلادی اهل کشور ایالات متحده آمریکا است.